# Unternehmensregister-System
Das Unternehmensregister-System ist ein Datenbanksystem mit Informationen über Unternehmen in Deutschland, das der Statistik dient.
Das System enthält Daten über alle Unternehmen und Niederlassungen mit sozialversicherungspflichtig Beschäftigten oder Umsatzsteuerpflicht, ausgenommen der Land- und Forstwirtschaft, des Fischfangs, der Fischzucht und der öffentlichen Verwaltungen.
Nach wie vor ist das ursprüngliche Unternehmensregister-System 95 (URS 95) im Einsatz. Es ist ein dezentrales System, das auf die Statistischen Ämter des Bundes und der Länder verteilt ist. Nach Ablauf jedes Kalenderjahres senden die Landesämter eine Kopie ihrer Daten zum Bundesamt, das sie zusammenführt. Statistische Auswertungen dieser Daten werden erst zwei Jahre später durchgeführt und veröffentlicht. Die erste Veröffentlichung erfolgte im Juli 2004.
Als zentrales Nachfolgesystem wird das Unternehmensregister-System Neu (URS-Neu) entwickelt.
Im Verzeichnis aller Statistiken des Bundes und der Länder EVAS beginnt die Kennung von Statistiken, die auf das Unternehmensregister-System zurückgehen, mit der Zeichenfolge 521.
Rechtsgrundlage des Unternehmensregister-Systems ist das Statistikregistergesetz vom 16. Juni 1998. Es bezieht sich auf die Verordnung des Rates der Europäischen Wirtschaftsgemeinschaft vom 22. Juli 1993 über die Koordinierung des Aufbaus von Unternehmensregistern für statistische Zwecke.